# Иван Владислав
Ива́н Вла́дислав (болг. Иван Владислав; до 977 — февраль 1018, Диррахий) — царь Болгарии с августа или сентября 1015 по февраль 1018 года.
Дата его рождения неизвестна, но как минимум за десять лет до 987 года.
В ходе конфликта царя Самуила с его отцом Аароном был спасен от смерти своим двоюродным братом Гавриилом Радомиром. В 1014 году Гавриил Радомир стал царем, а в октябре 1015 года Иван Владислав убил его и захватил престол. В связи с отчаянной ситуацией в стране, истощенной многолетней войной с византийцами, он попытался достичь перемирия с императором Василием II. После провала переговоров продолжил сопротивление, безуспешно пытаясь изгнать византийцев с болгарских земель. Попытался укрепить болгарскую армию и реконструировать крепости, после чего решился на контрнаступление против византийцев, но погиб в битве за Диррахий (Дуррес) в 1018 году. После этого его вдова царица Мария, патриарх и большая часть знати прекратили сопротивление, что привело к падению Первого Болгарского царства.
Иван Владислав оставил после себя неоднозначное наследие. Его образ вместил в себя как безжалостного убийцу, так и героя, защищавшего свою страну всеми возможными способами. Потомки Ивана Владислава влились в византийскую знать и доросли до высших чинов в бюрократической иерархии. Две женщины из его семьи стал императрицами Византийской империи, некоторые другие — военачальниками или высокопоставленными чиновниками. Среди его потомков византийский император Иоанн II Комнин.

## Жизнь до вступления на престол

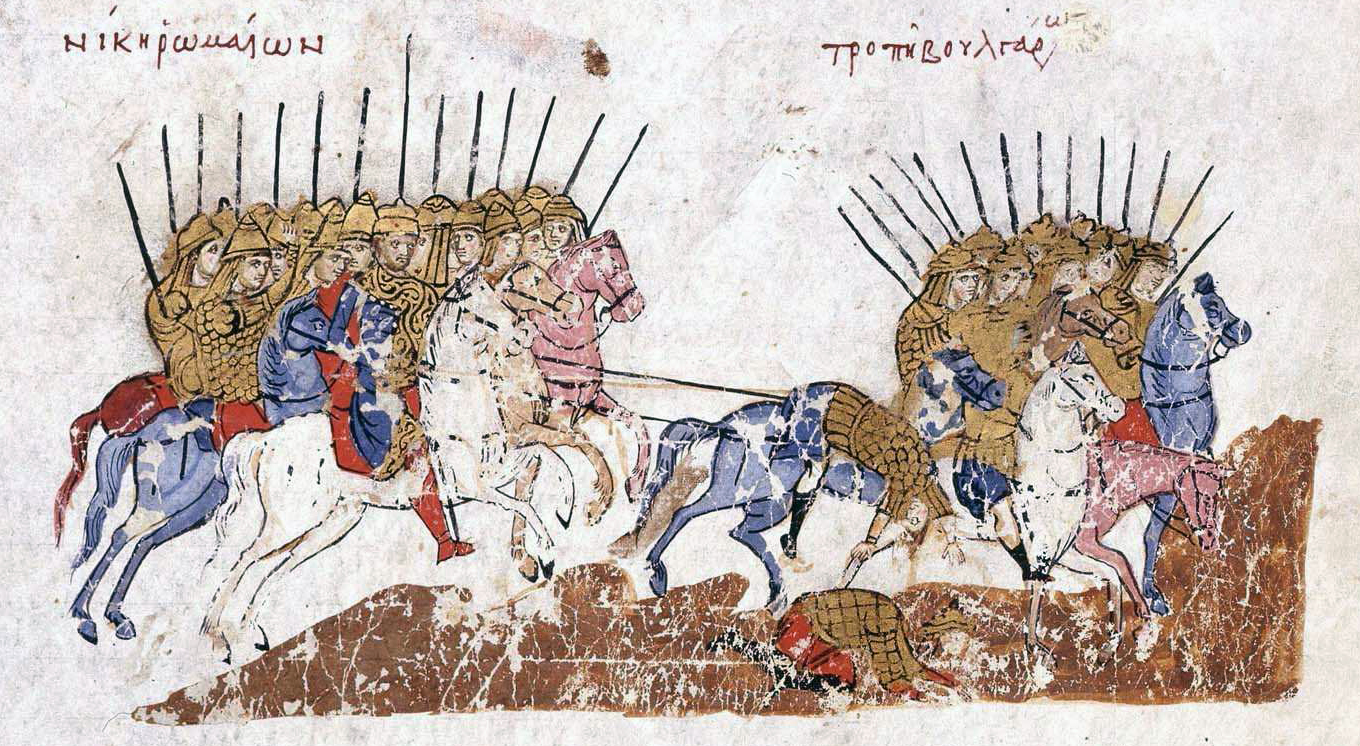
Победа византийцев над болгарами. После 1001 года Василий II начал ежегодные кампании против болгар, переломив в свою пользу исход войны. К тому времени, когда Иван Владислав вступил на престол, многие болгарские крепости были захвачены силой или в результате измены.

Иван Владислав был сыном Аарона, брата царя Самуила из династии Комитопулы. В 976 или 987 годах Самуил обвинил Аарона в измене и казнил вместе со всей его семьей. Иван Владислав был единственным оставшимся в живых — за него заступился его двоюродный брат, сын Самуила Гавриил Радомир. О его жизни в течение последующих десятилетий до вступления на престол ничего неизвестно.

### Приход к власти
К 1015 году Болгария, где после недавней смерти Самуила престол занимал его сын Гавриил Радомир, была вовлечена во многолетнюю войну с византийцами. Позиции нового царя оказались непрочными: Иван Владислав, как сын старшего из братьев Комитопулов, имел преимущество перед двоюродным братом при престолонаследовании в соответствии с родовым принципом старейшинства. К этому времени император Василий II уже неоднократно глубоко вторгался в болгарские земли. Он отвоевал ранее утраченный город Воден и осадил мощную крепость Моглен, расположенную на северо-западе Болгарского царства. Гавриил Радомир не имел достаточно сил и был вынужден лишь наблюдать за ходом событий с противоположного берега озера Острово. Его неспособность справиться с византийской угрозой вызвала недовольство знати, и Иван Владислав нашёл среди аристократов поддержку. Падение Моглена предрешило судьбу Гавриила Радомира: в конце лета 1015 года во время охоты недалеко от Арниссы он был убит Иваном Владиславом, возможно, при содействии византийских агентов. Иван Владислав после этого захватил болгарский престол и принял меры, чтобы оградить себя от претензий возможных конкурентов.

## Царь Болгарии

### Первые месяцы правления
Сразу после прихода к власти Иван Владислав направил послов к Василию II. В своём письме к императору он сообщал, что лично убил Гавриила Радомира, захватил власть, и пообещал смирение и послушание. Однако после укрепления своего положения на престоле он открыто заявил, что против любого компромисса с византийцами и продолжил политику своих предшественников, направленную на противодействие византийскому завоеванию. Василий II вскоре понял, что письмо Ивана Владислава было уловкой, и предпринял ответные действия, подкупив находившегося в византийском плену кавхана (командующего войсками) Феодора, чтобы тот убил болгарского царя. Феодор, в свою очередь, подговорил одного из своих сторонников в свите Ивана Владислава совершить убийство, однако этот неизвестный убийца в итоге умертвил самого Феодора. Одновременно Василий II продолжил поход, заставив болгарского царя отступить в горы Албании, вторгшись тем самым в самое сердце болгарского государства. Византийцы взяли столицу Охрид и сожгли императорские дворцы. Однако вскоре пришли вести, что Иван Владислав осадил Дуррес и что на юге болгарский генерал Ибацес разбил византийскую армию в битве при Битоле. Опасаясь оказаться в окружении, Василий II был вынужден отступить обратно в Салоники, оставив небольшой гарнизон в Охриде, который очень скоро вновь перешёл в руки болгар. Вернувшись Мосинополис, император разделил византийскую армию на две части и направил их к Струмице и Софии. В январе 1016 года византийский император вернулся в Константинополь.

### Укрепление власти
Между тем Иван Владислав укрепил свои позиции в горах Албании и Македонии. Ещё в октябре 1015 года он начал реконструкцию крепостей, разрушенных во время войны, в том числе крепости Битола, о чём свидетельствует Битольская надпись. Царь также принял меры по устранению соперников. Так, в 1016 году он захватил и убил князя государства Дукля Ивана Владимира, (Теодоре).
В 1016 году он пригласил к своему двору князя государства Дукля Ивана Владимира, женатого на сестре Гавриила Радомира Косаре. Причиной тому были опасения, что император решит заручиться поддержкой князя и организует в Болгарии войну за престол. Иван Владимир принял приглашение царя, но его жена Косара, опасаясь за жизнь своего мужа, уговорила его не ехать. Иван Владислав, однако, пообещал не угрожать жизни своего вассала и послал ему золотой крест в качестве доказательства добрых намерений. Иван Владимир все ещё колебался, заявив, что Господь был распят на деревянном, а не на золотом кресте. После этого Иван Владислав повторил своё обещание и дал гарантию безопасности, подтвержденную также болгарским патриархом Давидом. В конце концов Иван Владимир согласился и отправился в Преспу, но по прибытии 22 мая он был обезглавлен, а царь отказался разрешить погребение его тела.
Весной 1016 года Василий II провел свои армии долиной реки Струма и осадил мощную крепость Перник. Оборону форта возглавил командир Кракра, который оставался верным болгарскому царю. Как и все предыдущие попытки, эта 88-дневная осада Перника потерпела неудачу и стоила византийцам многих жертв. Сняв осаду, они были вынуждены вернуться в Мосинополис.

### Боевые действия 1017 года
В первые дни 1017 года византийский император возобновил боевые действия. Он послал Давида Арианита и Константина Диогена с войсками разграбить долину реки Вардар и захватить замок Лонгос. После этого он отправился на юг и осадил Касторию. Под стенами города Василий II получил сообщения от Цицикия, византийского стратега из Силистры, что Иван Владислав послал Кракру к печенегам, чтобы договориться о помощи, и что последние уже пересекают Дунай. Византийский император немедленно снял осаду и поспешил на север, но в непосредственной близости от озера Острово он узнал, что печенеги не решились вступать в войну. Возвращаясь на юг, Василий II захватил Сетину, где царь Самуил построил дворец и хранил немало сокровищ. Иван Владислав, внимательно следивший за византийскими манёврами, устроил под Сетиной засаду и напал на армию Константина Диогена, который спасся лишь благодаря вмешательству войск самого императора. Согласно Иоанну Скилице, Василий II вышел лично в первые ряды своего войска, и болгары, увидев его, закричали «Бежим, это император!» («Βεγεῖτε Τσαῖσαρ») и отступили в панике. Довольные своей победой византийцы вернулись в Константинополь.

### Смерть

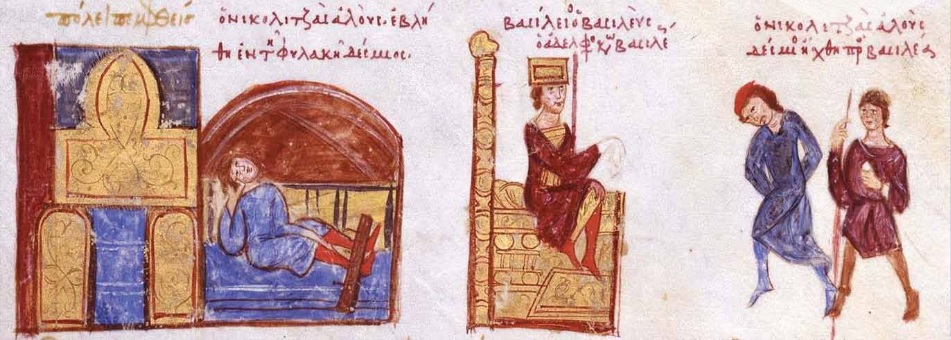
Пленение Никулицы византийцами. Смерть Ивана Владислава стала ударом для болгарского сопротивления византийцам. Только несколько дворян, таких как Ибацес и Никулица, продолжили борьбу.

В начале 1018 года Иван Владислав начал осаду Дурреса, но в феврале он был убит под стенами города. Сведения о его смерти противоречивы. По некоторым данным он стал жертвой заговора и был убит своими слугами, по другим — погиб в бою. Болгарские дополнения летописи Скилицы дают больше подробностей. Они рассказывают о конной дуэли Ивана Владислава с византийским стратегом из Дурреса Никитой Пегонитом. В ходе поединка два византийские пехотинца бросился к царю и смертельно ранили его в живот. Позже византийский историк утверждал, что поединок был честным, и Пегонит сразил Ивана Владислава в грудь копьем, убив его на месте. Сербские хроники излагают иную версию событий: во время обеда в лагере болгар царь был атакован неизвестным солдатом, в котором Иван Владислав, казалось, признал убитого Ивана Владимира. Испугавшись, он позвал на помощь, но никто не стал ему помогать, и неизвестный солдат смертельно ранил болгарского правителя.
Его смерть ознаменовала конец Первого Болгарского царства. Сыновья Ивана Владислава были молоды и неопытны, и даже самые сильные болгарские лидеры засомневались в целесообразности дальнейшего сопротивления. Узнав о смерти царя, Василий II покинул Константинополь. В Адрианополе он был встречен братом Кракры, который признал византийский сюзеренитет. Его примеру последовала большая часть болгарской знати, заявившей о покорности императору. В Серресе вместе с командирами 35 крепостей сдался сам Кракра, а в Струмице император получил сообщение от царицы Марии с предложением начать переговоры о сдаче столицы. Василий II богато наградил тех, кто сдался, позволив им сохранить свои земли, богатство и титулы. Ещё некоторое время продолжалось сопротивление старшего сына Ивана Владислава Пресиана II. Однако и он вместе с братьями сдался к концу 1018 года.

## Наследие
Живший более ста лет спустя после смерти Ивана Владислава историк, известный как Священник из Дукли, был возмущен убийством Ивана Владимира, и написал, что когда Иван Владислав умер, его душу унесли «посланники сатаны». Многие современные болгарские историки, в том числе Василь Златарски, также критикуют царя, утверждая, что его действия ускорили падение Болгарского царства, и что вместо того, чтобы стать знаменем болгарского сопротивления, он превратился в убийцу и не смог справиться с интригами и коррупцией при дворе. Стивен Рансимен отмечает, что убийство Иваном Владиславом прежнего царя Гавриила Радомира вызвало всеобщий хаос, в котором каждый знатный принялся действовать, руководствуясь исключительно своими личными интересами. Йордан Андреев благосклоннее к Ивану Владиславу, отмечая, что у того были причины действовать жестоко — он должен был мстить за убийство своего рода по старым болгарским традициям, но при этом убил только Гавриила Радомира и его жену, однако не тронул остальных членов его семьи. Ему пришлось расправиться и с Иваном Владимиром, который, как муж одной из дочерей Самуила, представлял угрозу его положению. Согласно Андрееву, борьба Ивана Владислава против византийцев и храбрость компенсируют его негативные поступки. Он ссылается на византийского историка, утверждавшего, что во время правления Ивана Владислава византийское государство «повисло на волоске, потому что варвар, подобно Голиафу, сопротивлялся византийцам, и они были в отчаянии от этого непобедимого врага». Польский историк Казимеж Закржевский также отзывается с симпатией о последнем правителе Первого Болгарского царства, отмечая, что тому удалось организовать партизанскую войну против византийцев, успешно продолжавшуюся до его смерти.
В честь Ивана Владислава назван мыс на одном из Южных Шетландских островов (Антарктида).

## Семья
У Ивана Владислава и его жены Марии было несколько детей. После смерти мужа Мария получила титул византийского патриция, и таким образом потомки Аарона поступили на императорскую службу. В скором времени они породнились со знатным родом Комниных. В частности, дочь Ивана Владислава и Марии Екатерина была женой императора Исаака Комнина.
|                                                                |                                                                |                          |                                                         |                                                         |                            |                                     |                                     |                             |                               |                               |                       |
| комит Николай                                                  | комит Николай                                                  | комит Николай            | комит Николай                                           |                                                         | Рипсима Армянская          | Рипсима Армянская                   | Рипсима Армянская                   | Рипсима Армянская           |                               |                               |                       |
|                                                                |                                                                |                          |                                                         |                                                         |                            |                                     |                                     |                             |                               |                               |                       |
|                                                                |                                                                |                          |                                                         |                                                         |                            |                                     |                                     |                             |                               |                               |                       |
|                                                                |                                                                |                          |                                                         |                                                         |                            |                                     |                                     |                             |                               |                               |                       |
| Давид                                                          | Давид                                                          | Моисей                   | Моисей                                                  | Аарон                                                   | Аарон                      | Самуил (997—1014)                   | Самуил (997—1014)                   | Агата                       | Агата                         |                               |                       |
|                                                                |                                                                |                          |                                                         |                                                         |                            |                                     |                                     |                             |                               |                               |                       |
|                                                                |                                                                |                          |                                                         |                                                         |                            |                                     |                                     |                             |                               |                               |                       |
|                                                                |                                                                |                          |                                                         |                                                         |                            |                                     |                                     |                             |                               |                               |                       |
|                                                                |                                                                |                          |                                                         |                                                         |                            | Гавриил Радомир (1014—1015)         | Гавриил Радомир (1014—1015)         | Косара                      | Косара                        | Мирослава Болгарская          | Мирослава Болгарская  |
|                                                                |                                                                | Мария                    | Мария                                                   | Иван Владислав (1015—1018)                              | Иван Владислав (1015—1018) |                                     |                                     |                             |                               |                               |                       |
|                                                                |                                                                |                          |                                                         |                                                         |                            |                                     |                                     |                             |                               |                               |                       |
|                                                                |                                                                |                          |                                                         |                                                         |                            |                                     |                                     |                             |                               |                               |                       |
|                                                                |                                                                |                          |                                                         |                                                         |                            |                                     |                                     |                             |                               |                               |                       |
|                                                                | Алусиан                                                        | Алусиан                  |                                                         | Аарон                                                   | Аарон                      |                                     | Радомир                             | Радомир                     | Екатерина жена Исаака Комнина | Екатерина жена Исаака Комнина |                       |
| Пресиан II (1018)                                              | Пресиан II (1018)                                              |                          |                                                         |                                                         |                            | Траян                               | Траян                               | Неизвестный сын             | Неизвестный сын               | 5 неизвестных дочерей         | 5 неизвестных дочерей |
|                                                                |                                                                |                          |                                                         |                                                         |                            |                                     |                                     |                             |                               |                               |                       |
|                                                                |                                                                |                          |                                                         |                                                         |                            |                                     |                                     |                             |                               |                               |                       |
| Анна первая жена Романа IV Диогена                             | Анна первая жена Романа IV Диогена                             | Василий                  | Василий                                                 | Феодора                                                 | Феодора                    | Мария жена Андроника Дуки           | Мария жена Андроника Дуки           | Мануил                      | Мануил                        | Мария                         | Мария                 |
|                                                                | Самуил генерал в Армении                                       | Самуил генерал в Армении | Радомир                                                 | Радомир                                                 |                            |                                     |                                     |                             |                               |                               |                       |
|                                                                |                                                                |                          |                                                         |                                                         |                            |                                     |                                     |                             |                               |                               |                       |
|                                                                |                                                                |                          |                                                         |                                                         |                            |                                     |                                     |                             |                               |                               |                       |
| Константин Диоген муж Феодоры Комнин, сестры Алексея I Комнина | Константин Диоген муж Феодоры Комнин, сестры Алексея I Комнина |                          | Аарон участник заговора против Алексея I Комнина в 1107 | Аарон участник заговора против Алексея I Комнина в 1107 |                            | Ирина Дукиня жена Алексея I Комнина | Ирина Дукиня жена Алексея I Комнина | Феодора                     | Феодора                       | Иоанн Дука                    | Иоанн Дука            |
|                                                                |                                                                |                          |                                                         |                                                         |                            |                                     | Анна жена Георгия Палеолога         | Анна жена Георгия Палеолога | Михаил Дука                   | Михаил Дука                   |                       |